# Heinz-Willi Wittschier
Heinz-Willi Wittschier (* 5. Mai 1942 in Köln) ist ein emeritierter Professor für Romanistik in Hamburg.
Nach dem Abitur im Gymnasium Kreuzgasse studierte Wittschier Romanistik und Mittellateinische Philologie in Genua und Köln, wo er 1967 bei Fritz Schalk und Karl Langosch promovierte. Seine Habilitation erfolgte 1972 in Hamburg bei Wido Hempel und Hans Flasche. Von 1967 bis 2007 lehrte er Romanistik in Hamburg; zudem nahm er Gastprofessuren in Saarbrücken und Salzburg wahr.
Wittschier ist verheiratet, hat zwei Kinder.

## Hauptarbeitsgebiete
Romanistik / Romanische Literaturwissenschaft und Literaturgeschichte. Vereidigter Dolmetscher und Übersetzer für die portugiesische Sprache (Portugiesisch und Brasilianisch).

## Werk
Wittschier kennt man vor allem von Buchpublikationen (etwa einem Dutzend), mit denen er jeweils einen größeren Zeitraum der französischen, italienischen, spanischen oder portugiesischsprachigen Literatur anregend darstellt. Er legt dabei Wert auf eine internationale Erfassung der jeweiligen Forschungssituation, so dass die bibliographische Dokumentierung seines (für deutschsprachige Romanistikverhältnisse) außerordentlich umfassenden Monographienkorpus von besonderer Gründlichkeit und Präzision ist. Wittschier sieht Romanistik – abweichend von ‘separatistischen’ Tendenzen in diesem Fach – als ein unteilbares Gesamtgebiet der geistigen und ästhetischen Kultur der uns bekannten Nationen, der so genannten Romania eben, welcher er eine große Bedeutung für das Verstehen und den Zusammenhalt eines vereinten Europa zuerkennt. Mit diesem übernationalen Konzept von romanischer Literaturwissenschaft begreift er sich in der philologischen Nachfolge von Karl Vossler (1872–1949).
Seit 2000 liegt ein Hauptinteresse auf der Italianistik: Seine im Peter Lang Verlag erscheinende Buchreihe Grundlagen der Italianistik gibt solchen Wissenschaftlern eine Publikationschance, die zu einem bestimmten Autor oder Thema italienischer Literatur ein auffällig breites, fundamentales und dabei internationales Spektrum erarbeitet haben.
Innerhalb der italienischen Literaturwissenschaft ist mittlerweile das Schaffen von Dante Alighieri (1265–1321) ein Arbeitsschwerpunkt geworden. Es zeichnet sich bei Wittschier die Absicht ab, das Gesamtwerk des größten Dichters Italiens und frühen Europäers in einer Abfolge von Handbüchern wissenschaftlich nach dem neuesten Ergebnisstand zu erfassen und so allgemein zugänglich zu machen. Zwei kompakte Bände sind mittlerweile dazu erschienen, sodass er nun auch als ein herausragender Vertreter der Dantistik gilt.
Ende der siebziger Jahre gründete Wittschier in Hamburg das Fotoarchiv Romanischer Autoren, in dem Porträts zeitgenössischer Schriftsteller aller Länder mit romanischer Sprache (auch Hispanoamerikas und Brasiliens) gesammelt werden. Dieser Einrichtung ist ein Tonarchiv angegliedert, das Veranstaltungen (Lesungen) mit romanischen Autorinnen und Autoren dokumentiert.

## Sonstiges
In der 118. Folge des Videospielmagazins MTV Game One trat Wittschier 2010 als Interview-Experte zum Werk von Dante Alighieri auf und ordnete dahingehend Interpretationen und Darstellungen des Computerspiels Dante’s Inferno ein, das frei auf Dantes Göttlicher Komödie basiert. Er äußerte sich positiv zu Abweichungen in der Interpretation im Videospiel im Vergleich zur Vorlage. So betonte Wittschier, dass ein Künstler bei der Übertragung eines Stoffes in ein anderes Medium, die spezifischen Merkmale dieses Mediums ausnutzen und anwenden müsse, sodass im Interpretations- und Übertragungsvorgang unweigerlich Freiheiten und Kompromisse eingegangen werden müssten.

## Publikationen

### Monographien
- Boccaccios De mulieribus claris. Einführung und Handbuch, Frankfurt/M. (Lang) 2017, 562 Seiten.
- Italienische Literatur(geschichte) für das Bachelorstudium. Kurs und Arbeitsbuch, Frankfurt/M. (Lang) 2012, 237 Seiten.
- Dantes Convivio. Einführung und Handbuch. Erschriebene Immanenz, Frankfurt/Main, Berlin, Bern, Bruxelles, New York, Oxford, Wien (Lang) 2009, 482 Seiten.
- Dantes Divina Commedia. Einführung und Handbuch. Erzählte Transzendenz, Frankfurt/Main, Berlin, Bern, Bruxelles, New York, Oxford, Wien (Lang) 2004. 381 Seiten.
- Die italienische Literatur des Duecento. Einführung und Studienführer, Frankfurt/M. u. a. (Lang) 2000, 256 Seiten.
- Die spanische Literatur. Einführung und Studienführer, Tübingen (Niemeyer) 1993, 480 Seiten.
- Die französische Literatur. Einführung und Studienführer, Tübingen (Niemeyer) 1988, 230 Seiten.
- Die italienische Literatur. Einführung und Studienführer, Tübingen (Niemeyer) 31985 (1. Aufl. 1977, 2. Aufl. 1979), 350 Seiten.
- Brasilien und sein Roman im 20. Jahrhundert, Rheinfelden (Schäuble) 1984, VI-188 Seiten.
- Geschichte der spanischen Literatur vom Kubakrieg bis zu Francos Tod, Rheinfelden (Schäuble) 1982, 178 Seiten.
- António Vieiras Pestpredigt, Münster (Aschendorff) 1973, 176 Seiten [= Habilitationsschrift].
- Die Lyrik der Pléiade, Frankfurt/M. (Athenenäum) 1971, 217 Seiten.
- Giannozzo Manetti. Das Corpus der Orationes, Köln (Böhlau) 1968, VII-223 Seiten [= Dissertation].

### Aufsätze
- Vom Lazarillo (1554) zum Periquillo (1668): Das unbekannte Ende einer bekannten Erzählgattung des Siglo de Oro, in: BAASNER, Frank [Hrsg.]: Spanische Literatur – Literatur Europas: Wido Hempel zum 65. Geburtstag, Tübingen (Niemeyer) 1996, Seiten 95–114.
- Italiens erste ‚Schriftstellerin‘: Compiuta Donzella (13. Jhdt.): Überlegungen zur Partizipation von Frauen an der italienischen Literaturproduktion, in: KÖNIG, Bernhard, LIETZ, Jutta, HARNEIT, Rudolf und SCHULZ-BUSCHHAUS, Ulrich [Hrsg.]: Gestaltung-Umgestaltung: Beiträge zur Geschichte der romanischen Literaturen, Tübingen (Narr) 1990, Seiten 443–448.
- Literaturtheorie, Kulturgeschichte und Frauenroman zwischen Aufklärung und Romantik: Mme de Staël, in: BAADER, Renate und FRICKE, Dietmar: Die französische Autorin: Vom Mittelalter bis zur Gegenwart, Wiesbaden (Athenaion) 1979, Seiten 173–186.
- Beiträge zu SCHLÜTTER, Hans-Jürgen: Sonett, Stuttgart (Metzler) 1979, 159 Seiten.
- Curzio Malaparte, in: HÖSLE, Johannes und EITEL, Wolfgang: Italienische Literatur in Einzeldarstellungen, Stuttgart (Kröner) 1974, Seiten 160–175.
- Albert Camus und Antonin Artaud, in: Romanistisches Jahrbuch, Band 23, 1972, Seiten 137–149.
- Eine portugiesische Pestbeschreibung: António Vieiras ‚Sermão de S. Roque‘ des Jahres 1649, in: HAARMANN, Harald und STUDEMUND, Michael: Festschrift Wilhelm Giese: Beiträge zur Romanistik und allgemeinen Sprachwissenschaft, Hamburg (Buske) 1972, Seiten 499–509.
- Henry de Montherlant. In: Wolf-Dieter Lange (Hrsg.): Französische Literatur der Gegenwart in Einzeldarstellungen (= Kröners Taschenausgabe. Band 398). Kröner, Stuttgart 1971, ISBN 3-520-39801-X, S. 511–531.
- António Vieiras Rochusquellen, in: Aufsätze zur Portugiesischen Kulturgeschichte, Band 10, 1970, Seiten 37–47.
- Vespasiano da Bisticci und Gianozzo Manetti, in: Romanische Forschungen, Band 79, 1967, Seiten 271–287.

Rezensionen
Mehrere Beiträge zur italienischen, französischen und portugiesischen Literatur (vor allem in Romanische Forschungen, Romanistisches Jahrbuch, Zeitschrift für Romanische Philologie, Italienisch und Letteratura italiana antica erschienen).
Herausgeberschaft
- Reihe Grundlagen der Italianistik[3]. Frankfurt am Main (Peter Lang Verlag), 2000–2018 (bislang 17 Bände, 3 Bände in Vorbereitung).